# Черепин (Коростенський район)
Чере́пин — село в Україні, в Коростенському районі Житомирської області. Входить до складу Овруцької міської громади. Населення становить 349 осіб.

## Географія
Село розташовано на Словечансько-Овруцькому кряжі.

## Історія
У 1906 році село Покалівської волості Овруцького повіту Волинської губернії. Відстань від повітового міста 5 верст, від волості 12. Дворів 52, мешканців 292.
Колишній орган місцевого самоврядування — Черепинська сільська рада.